# Dystrofina

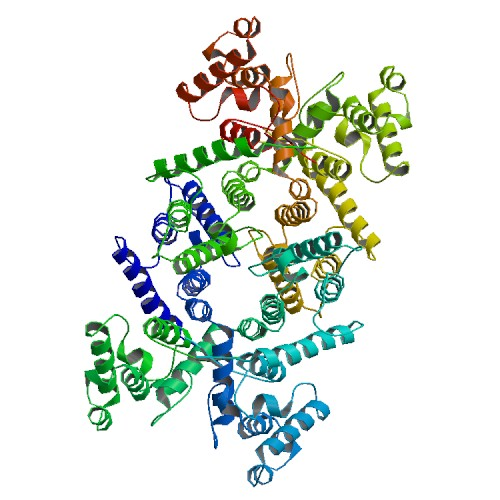
Dystrofina (dystrofia mięśniowa, typy Duchenne’a i Beckera)

Dystrofina – białko strukturalne komórki mięśniowej łączące cytoszkielet (przez wiązanie się z aktyną) z kompleksem glikoproteinowym znajdującym się w błonie komórkowej (sarkolemie). Obecność dystrofiny nie pozwala na rozpad tego kompleksu, który stabilizuje błonę komórkową i wpływa na jej przepuszczalność. Dystrofina składa się z 3684 aminokwasów i ma masę 427 kDa. 
Dystrofina kodowana jest przez położony na chromosomie X największy ludzki gen (2,5 Mb, 1,5% długości chromosomu X, 0,1% ludzkiego genomu). Składa się z 79 egzonów. Mutacje w tym genie powodują dystrofię mięśniową Duchenne’a i dystrofię mięśniową Beckera.